# 派森
派森是德国石勒苏益格－荷尔斯泰因州的一个市镇。总面积10.17平方公里，总人口287人，其中男性142人，女性145人（2011年12月31日），人口密度28人/平方公里。